# Suaeda genesiana
Suaeda genesiana är en amarantväxtart som beskrevs av Pedrol och Santiago Castroviejo. Suaeda genesiana ingår i släktet saltörter, och familjen amarantväxter. Inga underarter finns listade i Catalogue of Life.